# MSC Seashore
MSC Seashore — круизное судно класса Seaside компании MSC Cruises Ходит под флагом Мальты, принадлежит и управляется MSC Cruises. На момент августа 2021 года стало самым большим круизным судном компании с водоизмещением в 170 412.

## История
29 ноября 2017 года, на церемонии получения готового судна MSC Seaside, MSC объявила о заказе двух новых судов на итальянской верфи Fincantieri на сумму €1.8 миллиарда.

## Эксплуатация
MSC Seashore, начиная с августа 2021 года, использовалось в свой первый сезон для недельных круизов в Западном Средиземноморье, посещая такие города как Барселона, Марсель, Генуя, Неаполь, Мессина и Валетта.